# Unaporanga cincta
Unaporanga cincta är en skalbaggsart som beskrevs av Martins och Maria Helena M. Galileo 2007. Unaporanga cincta ingår i släktet Unaporanga och familjen långhorningar.
Artens utbredningsområde är Panama. Inga underarter finns listade i Catalogue of Life.